# Kino (movimiento)
Kino es una palabra alemana, antiguamente utilizada como sinónimo de la palabra Kino (Cinema) o Kinofilm (película de cine). En Alemania se sigue utilizando para referirse a la creación temprana de material cinematográfico. A nivel internacional se utiliza como sinónimo del movimiento Kino que cuenta con grupos en todo el mundo.

## El movimiento Kino
Kino es un movimiento internacional de cineastas apasionados que combinan sus habilidades, talento y entusiasmo para realizar cortometrajes. Nacido en 1999 en Montreal, Canadá, Kino está ahora presente en más de 60 ciudades de todo el mundo. Movidos por el espíritu de estimular la creatividad, compartir experiencias y la falta de competencia entre artistas, la red de Kino es un laboratorio experimental y plataforma de lanzamiento para aquellos que se niegan a tomar el único camino a la producción tradicional. Inspirado por Kiné, raíz griega que significa "movimiento", KINO genera producción libre e independiente.
Además algunos colectivos se dedican a la creación de material cinematográfico de crítica social como es el caso del colectivo Kintopp (enlace roto disponible en Internet Archive; véase el historial, la primera versión y la última). madrileño.
En Barcelona existe BarcelonaKino que hace cabarets dos veces al año (en Abril y a finales de Octubre). 
Son colectivos abiertos que crean vídeos sin ánimo de lucro, pero con fines sociales y políticos a través de métodos no profesionales.
En Centroamérica el movimiento se desarrolla diez años después de sus inicios por un grupo de estudiantes de cine centroamericanos en Costa Rica y Nicaragua. Producto de la falta de interés de las instituciones por proveer a los mismos de equipo para sus producciones. Hoy en día Kino ha atraído la atención de muchos artistas internacionales por su nivel de productividad y método de trabajo en red. Se creó un nicho donde artistas independientes como músicos y realizadores pueden desarrollar sus proyectos, y además generar reel para desarrollarse en el campo profesional. El objetivo es mostrar cómo Kino influyó en el surgimiento de maestros de vanguardia y de alguna manera los empujó hacia un nuevo camino...